# 野台開唱
野台開唱（Formoz Festival）是台灣頗具歷史與國際知名度的音樂活動，從1995年開始舉行以來，已成為每年台灣規模最大的音樂活動之一。

## 沿革
野台開唱為台灣創作音樂人、樂團、樂迷們大集合的三天兩夜年度盛會，以及廿卅組國外藝人、千名日本、韓國、香港、新加坡等台灣鄰近國家樂迷、數十個國際音樂廠牌一起參與。近幾年以來，野台開唱更成為台灣累積邀請最多國際知名藝人、吸引最多國際樂迷、媒體來台的音樂活動。
野台開唱，一切從一個舞台聚集台灣僅有的十個創作樂團的1995年開始，十幾年來野台開唱與台灣的獨立音樂、創作樂團們生息與共，一起推廣獨立思考、多元創作，紮根基層成長至今，成為十大主題區逾百個國內外樂團、藝人演出的巨大規模，野台開唱不只是一個表演的機會，更是樂團、樂迷、工作團隊們一起實現的音樂夢想。
由於諸多原因，野台開唱的主辦單位在2008年活動舉行前宣布，野台開唱於隔年（2009年）停辦。2011年宣佈於7月16日在台北關渡水岸公園舉辦「野台同學會」，為2012年將會復活的野台開唱暖身，然而到了2012年野台開唱並未如願復辦。2013年野台開唱復辦，之後便又成為絕響。

## 活動簡介
野台開唱的會場座落在台北市立兒童育樂中心，自圓山山腳到半山腰廣大的腹地，區域主題分明，以《孫子兵法》的用兵四大元素「風林火山」與釋普濟《五燈會元》的「電光石火」為各區主題，形塑東方氣氛。
「風舞台」位於東方風味的傳統建築圍繞的廣場之中，齊聚國內外知名的樂團及藝人演出；「後林之丘」則隱藏於山坡上的樹林密徑，知名藝人在這展現不為人知的口技與說唱藝術；「火舞台」除了是台灣新生代樂團報名演出的試煉場以外，也將在重要時段推出特色重量級樂團；位於半山腰鳥瞰台北市夜景的「山大王」舞台區則將提供沁涼的音樂讓觀眾在和風徐徐的夏夜中徜徉。
環繞在小山坡樹叢與池塘之間的「電世界」，以電子音樂與獨立流行為主題；異地至城堡區的「光影城」將第四年推出新的主題影展；囊括重金屬、龐克、硬核音樂等熱汗淋漓音樂風格的「石敢當」舞台區，2003年首次推出就成為活動爆點；而連年佔據話題版面的「火炎擂台」摔角運動區，今年當然繼續狂摔猛撞。
除了「風林火山」、「電光石火」八大主題區外，今年美食餐飲攤位將邁向集中精緻化，以俗語「呷飯皇帝大」定名為「皇帝大」特區；而多年來在野台開唱擺設攤位的各類民間公共團體，2006年亦將規劃聚集為「公共議題村」，給予青年一個投身社會公共領域的視野。

## 曾經參與之藝人及團體

### 外國
The XX、Suede、Mercury Rev、Orange Range、 卡莉怪妞、天空爆炸、Yo La Tengo、Moby、Lisa Loeb、Michelle Shocked、麥加帝斯、Yo La Tengo、Biohazard、Yellow Machinegun、Garlic Boys、LMF、氣志團、Sex Machineguns、S.O.B.U.T.、Kemuri、Elekibass、Album Leaf、American Analog Set、Club 8、BRAHMAN、Sugar Plant、MONO、Ra:IN、King Lychee、Soft Ball、The Back Horn、The Konki duet、Caribu、at17、PixelToy、The Vickers、Last Target、Pink Loop、Mr.Funkey、Zombie Ritual、Magane、Impiety、MP Family、Jack Or Jive、Opposition Party、Grim Force, Dean & Britta, 80 kids, 10-FEET, Caribou, miaou, Boom Boom Satellite, Her Space Holiday, LM.C, naan, Plastic Tree, te', OK GO, 土屋安娜, Buffalo Daughter, INORAN, Akiakane, Quruli, Jealkb, Asobi Seksu, Teriyaki Boys, RIZE, Back-On, Testament, RAM RIDER, Sylvain Chauveau, Yndi Halda, Spangle call Lilli line, Yum! Yum! Orange, DJ Swamp, Steve Aoki, Dirty Pretty Things, Super Furry Animals, envy,…等逾百組。

### 臺灣
八三夭、閃靈、宇宙人、何欣穗、林宥嘉、陳昇、陳珊妮、糯米團、陳綺貞、五月天、蘇打綠、四分衛樂團、恕、董事長、濁水溪公社、林曉培、骨肉皮、潑猴、OverDose、旺福、Tizzy Bac、文夏、豬頭皮、1976、熊寶貝樂團、Nipples、脫拉庫、好客樂隊、林生祥、夾子電動大樂隊、張懸、幻日、光景消逝、表兒、Triple Six 666、INFERNAL CHAOS、Beyond Cure、KoOk、滅火器樂團、馬猴樂隊、害羞踢蘋果、橘娃娃、甜梅號、強辯樂團....等數百組。

## 外部連結
- 野台開唱網站 （页面存档备份，存于）
- 野台開唱官方部落格 （页面存档备份，存于）